# Kastellórizo
«  Castelrosso (île) » redirige ici. Pour les autres significations, voir Castelrosso.
Cet article concerne l'île. Pour le dème, voir Megísti.
Kastellórizo, Megísti ou Castellorizo (grec moderne : Καστελ(λ)όριζο, Kastel(l)órizo et Μεγίστη, Megísti, en turc Meis, en italien Castelrosso) est une île de Grèce de 9 km2 de superficie, baignée par la mer Méditerranée orientale et située à moins de sept kilomètres de la ville de Kaş, sur la côte sud de la Turquie, et à environ 130 kilomètres à l'est de Rhodes.

## Toponymie
L'île a porté différents noms orthographiés de différentes manières à travers l'histoire dont Castellorizo ou Castelrosso en italien. Les noms courants et leurs étymologies, en grec moderne sont :
- Μεγίστη, Megísti, remontant à l'Antiquité grecque et signifiant « la plus grande », peut-être par opposition aux deux îlots proches, Ro et Strongylí (« ronde »)[2]. Ce toponyme est devenu en 1957[4] le nom officiel de l'île et de son port principal ainsi que du dème qu'elle constitue avec les îles et îlots environnants (Δήμος Μεγίστης, dimos megistis)[5].
- Καστελλόριζο ou Καστελόριζο[c], Kastellórizo, nom apparu au XIVe siècle, comprenant le terme καστέλι, kasteli signifiant en français « château », allusion selon plusieurs auteurs[3],[2] à un château des Hospitaliers de l'ordre de Saint-Jean de Jérusalem à Rhodes. Ce nom médiéval est écrit en italien Castelrosso et en catalan Castellroig, ce qui signifie « château rouge ». Selon C. Marinescu il pourrait avoir été donné en souvenir du Chastel Rouge, une ancienne possession hospitalière[6] ; il est cependant plus ancien car déjà mentionné dans des récits de croisades de la fin du XIIe siècle (Castellum Ruge)[7] et un portulan pisan des alentours de 1200 (Castrum Rubeum)[8]. Le nom de « Kastellórizo », officiel jusqu'au renommage de 1957, est aussi le plus répandu en dehors de la Grèce.

## Histoire

### Antiquité
Des fouilles ont mis en évidence des traces d'occupation humaine dès le Néolithique. Les Mycéniens y construisirent des murs cyclopéens dont il reste des vestiges.
Aux alentours du IVe siècle av. J.-C., l'île était l'un des dèmes de la Pérée rhodienne et émet sa propre monnaie présentant une tête couronnée de laurier de Dionysos sur une face et un Megisteon sur l'autre[réf. nécessaire].
De cette période sont notamment retrouvés en 1913 sur le plateau d'Agios Georgios (Saint-Georges) les restes de 22 tombeaux pour la plupart pillés dont un sarcophage encore intact renfermant une couronne en or décorée de vignes, qui constitue une des pièces maîtresses du Musée national archéologique d'Athènes. D'après les estimations, ces tombeaux dateraient du IVe siècle av. J.-C. Un autre tombeau de la même époque a été découvert sur l'île voisine de Ro.
Kastellórizo fait partie de la Grèce antique mais intègre aussi le monde romain en 146 av. J.-C., début de la domination romaine sur la Grèce. À cette époque, l'île fait partie de la province romaine de Lycie-et-Pamphylie.

### Moyen Âge
L'Empire romain d'Orient devient au Moyen Âge l'Empire byzantin, qui détiendra l'ile jusqu'en 1176. À cette époque, l'ile fait partie du thème byzantin des Cibyrrhéotes.
L'ile, qui abrite un monastère dont quelques ruines subsistent, est attaquée et pillée à six reprises par les Arabes (654, 655, 670, 674, 678, 718) et sa population est en grande partie emmenée en esclavage ; le reste se réfugie sur le continent, en Anatolie. Repeuplée progressivement, elle est prise par les Turcs du sultanat de Roum en 1176 et prend alors le nom de Meís. Elle est occupée par les Croisés en 1228[réf. nécessaire].
En 1306, l'île est conquise par les Hospitaliers de l'ordre de Saint-Jean de Jérusalem qui l'intègrent à leurs possessions de Rhodes et s'en servent comme lieu d'exil et de détention pour leurs ennemis.
Après avoir été ravagée en 1444 par l'armée du sultan mamelouk d'Égypte, Kastellórizo est successivement contrôlée par les Catalans en 1451, par le royaume de Naples en 1470, par les Ottomans en 1480, de nouveau par le royaume de Naples en 1498 et par les Espagnols en 1512.
En 1635, la république de Venise prend possession de l'île, appelée alors Castellorosso. Elle est reprise par l'empire ottoman en 1686. Une période de paix permet alors son repeuplement par des Grecs micrasiates venus de l'Anatolie voisine.

### Époque contemporaine
À partir de 1821, l'île s'auto-administre pendant la guerre d'indépendance grecque qu'elle soutient, mais les autorités turques la reprennent en main en 1833 et déportent les meneurs sur le continent. En 1911, l'île est occupée par le royaume d'Italie et désormais rattachée au Dodécanèse aux termes du traité d'Ouchy. Dans ce cadre, Kastellórizo acquiert une autonomie locale entre 1913 et 1915, avant de subir différentes périodes d'occupation et de changer à de nombreuses reprises de mains :
- du 28 décembre 1915 au 1er mars 1921 : dans le cadre du premier conflit mondial, la marine française occupe l'île et y installe un centre de renseignement. L'Empire ottoman, en représailles, bombarde régulièrement l'île entre 1917 et 1918 et coule le navire britannique HMS Ben-my-Chree (en) dans le port de Mégiste le 9 janvier 1917. En 1920, la France confère la Croix de guerre 1914-1918 à l'île de Castellorizo, sa population ayant courageusement aidé les marins français à résister aux attaques ottomanes[12].
- du 1er mars 1921 à la mi-1944 : annexion par l'Italie, qui la renomme Castelrosso toujours dans le cadre du Dodécanèse, officiellement depuis le 11 juillet 1922 (Isole Italiane dell'Egeo)[citation nécessaire]. Pendant les années 1930, l'île est une escale importante pour les avions des compagnies aériennes italiennes et françaises.
- de la mi-1944 au 22 mars 1945 : occupation par le Royaume-Uni à la suite de la capitulation italienne face aux Alliés. Durant cette occupation, l'explosion d'un stock d'essence provoque un incendie qui ravage l'île et détruit la moitié des habitations.

Le 22 mars 1945, Kastellórizo est officiellement intégrée à la Grèce mais elle restera sous administration britannique jusqu'au 15 septembre 1947 puis sous administration grecque jusqu'au 22 mars 1948, date de l'« Énosis » (union) effective.
La population permanente de l'île, estimée à 15 000 personnes vers 1900, est alors tombée à environ 250 individus. En effet, la plupart des habitants, fuyant les violences de la guerre, la pauvreté ou le risque de cession à la Turquie, ont émigré vers l'Australie où ils sont connus sous le sobriquet de Kassies, vers les États-Unis et la France où l'on retrouve certains de leurs descendants à Marseille et dans la région Provence-Alpes-Côte d'Azur.
De nos jours, Kastellórizo est de plus en plus visitée par des touristes à la recherche d'une île isolée du Dodécanèse et des décors du film Mediterraneo de Gabriele Salvatores oscarisé en 1991. À l'abri des grands flux touristiques, Kastellórizo se résume à quelques arpents de rocaille piqués de broussailles et de bouquets de jasmin, et posés sur l'azur de la mer Méditerranée.
L'île fait l'actualité en 2020 dans le contexte des tensions territoriales avec la Turquie à propos de la délimitation des frontières maritimes entre les deux pays. Le 10 août 2020, la Turquie dépêche un navire d'exploration pétrolière escorté de bâtiments militaires à 60 milles marins au sud de l'île, dans les eaux territoriales grecques. Cette action est jugée hostile et contraire au droit international par le pouvoir grec. La France dépêche à son tour deux navires et deux avions de guerre dans la zone, en soutien à la Grèce.

## Géographie

Carte du dème de Megísti

Kastellórizo est l'île grecque habitée la plus à l'est et est située dans le bassin levantin, en mer Méditerranée orientale. De forme triangulaire et montagneuse, elle mesure six kilomètres de long et trois kilomètres de large et n'est distante que de 2 030 mètres de la côte turque (Kaş, province d'Antalya) au cap Agios Stefanos.
Le seul village de l'île, Megísti, son unique petit port, se loge au fond d'une baie au Nord-Est de l'île, face aux côtes turques. À proximité, l'aérodrome assure la desserte aérienne de l'île depuis l'aéroport de Rhodes-Diagoras.
Protégée par les montagnes de l'Asie mineure continentale, Kastellórizo jouit d'une douceur printanière presque toute l'année.
Administrativement, elle fait partie du dème de Megísti dont elle constitue l'île principale et la seule habitée.

## Histoire postale

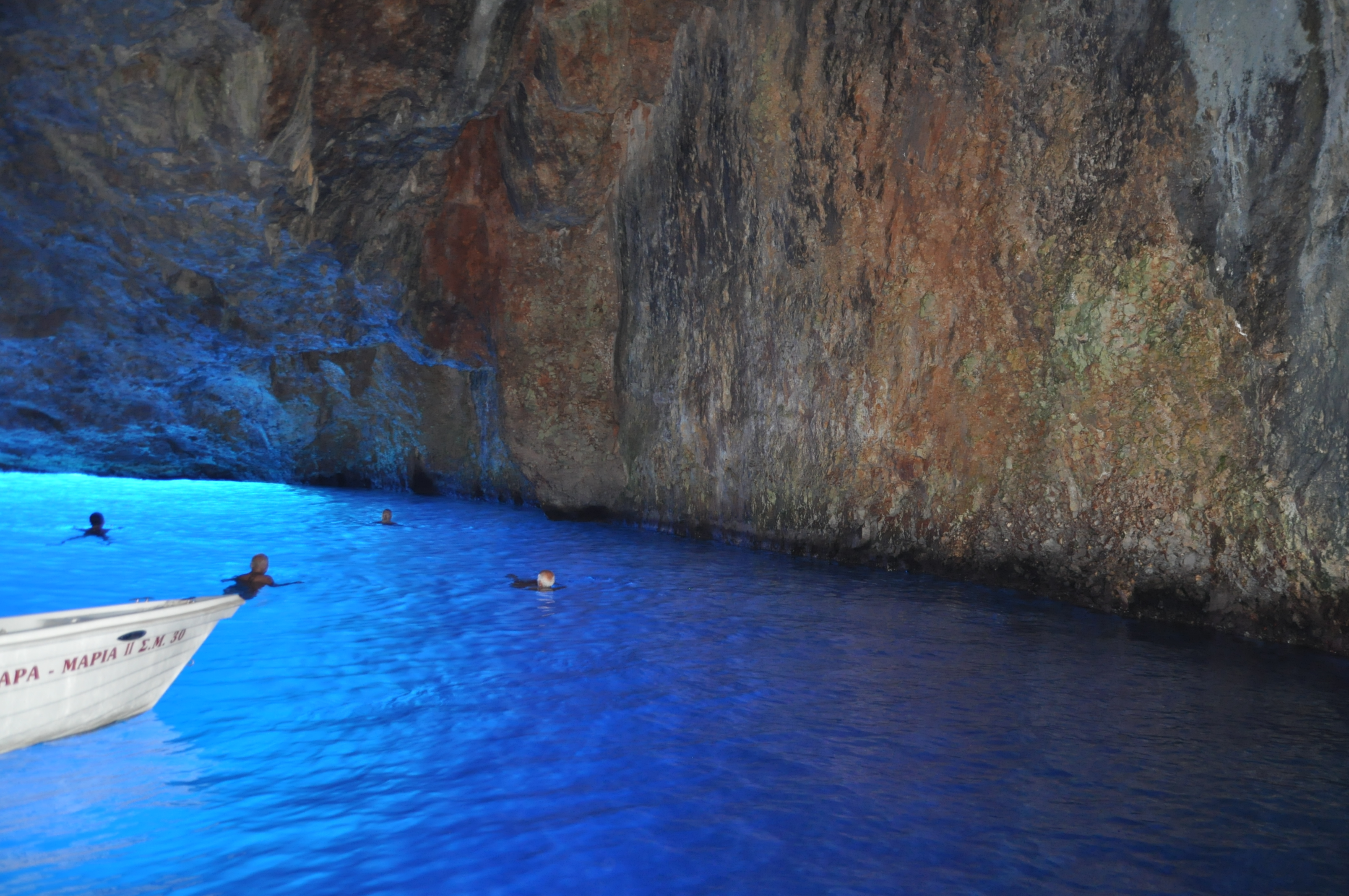
La grotte bleue

En 1920, les forces d'occupation françaises surchargent des timbres du Levant français avec B.N.F. CASTELLORIZO orienté verticalement ou horizontalement (B.N.F. pour « base navale française ») puis avec O.N.F. Castellorizo orienté horizontalement (O.N.F. pour « occupation navale française ») et finalement OF CASTELLORISO orienté verticalement (OF pour « occupation française »). Ces tirages sont rares et recherchés par les collectionneurs. Ce sont cinquante timbres (sans compter les variétés) qui sont émis sous l'occupation française.
En 1922, les Italiens surchargent leurs propres timbres avec la mention CASTELROSSO apposée à l'horizontale. En 1923, ils impriment une série de cinq timbres représentant une carte de l'île et le drapeau italien. L'île étant devenue une colonie italienne en 1924, ils surchargent de nouveau des timbres italiens avec la mention CASTELROSSO apposée en diagonale puis la série Ferrucci en 1930 (surcharge horizontale) et la série Garibaldi de 1932 (surcharge horizontale). En tout, 39 timbres sont émis sous l'occupation italienne.

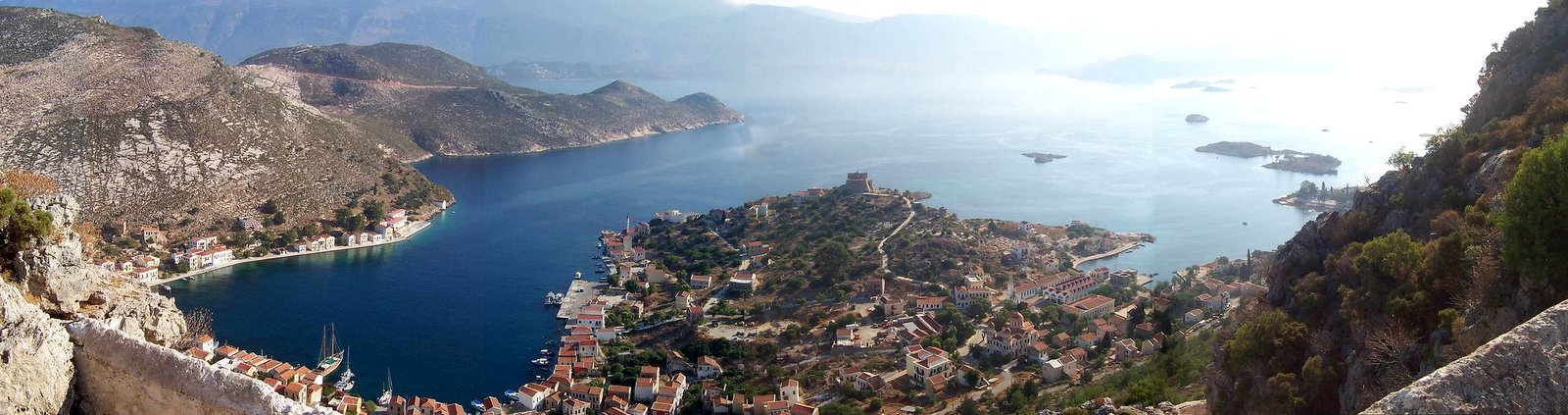
Vue panoramique du port de Megísti

## Personnalités
- Anna Mouglalis : Kastellorizo est l'île d'origine de la famille Mouglalis, dont trois frères se sont installés à Nantes durant la Première Guerre mondiale, pour travailler comme maçons ; Anna est l'arrière-petite-fille de l'un d'eux.
- Dame de Ro (Déspina Achladiótou), héroïne nationale.